# Áreas protegidas de Níger

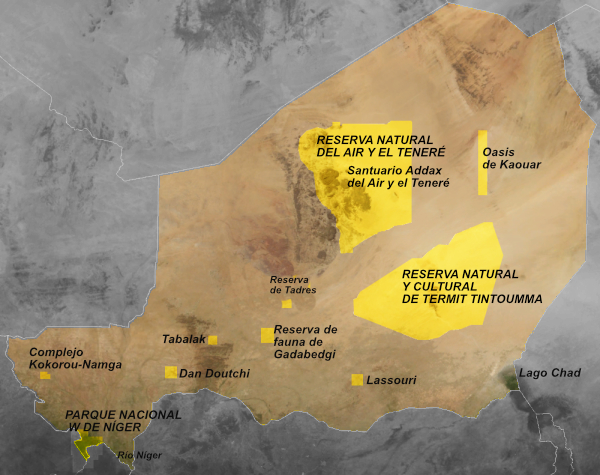
Áreas protegidas de Níger

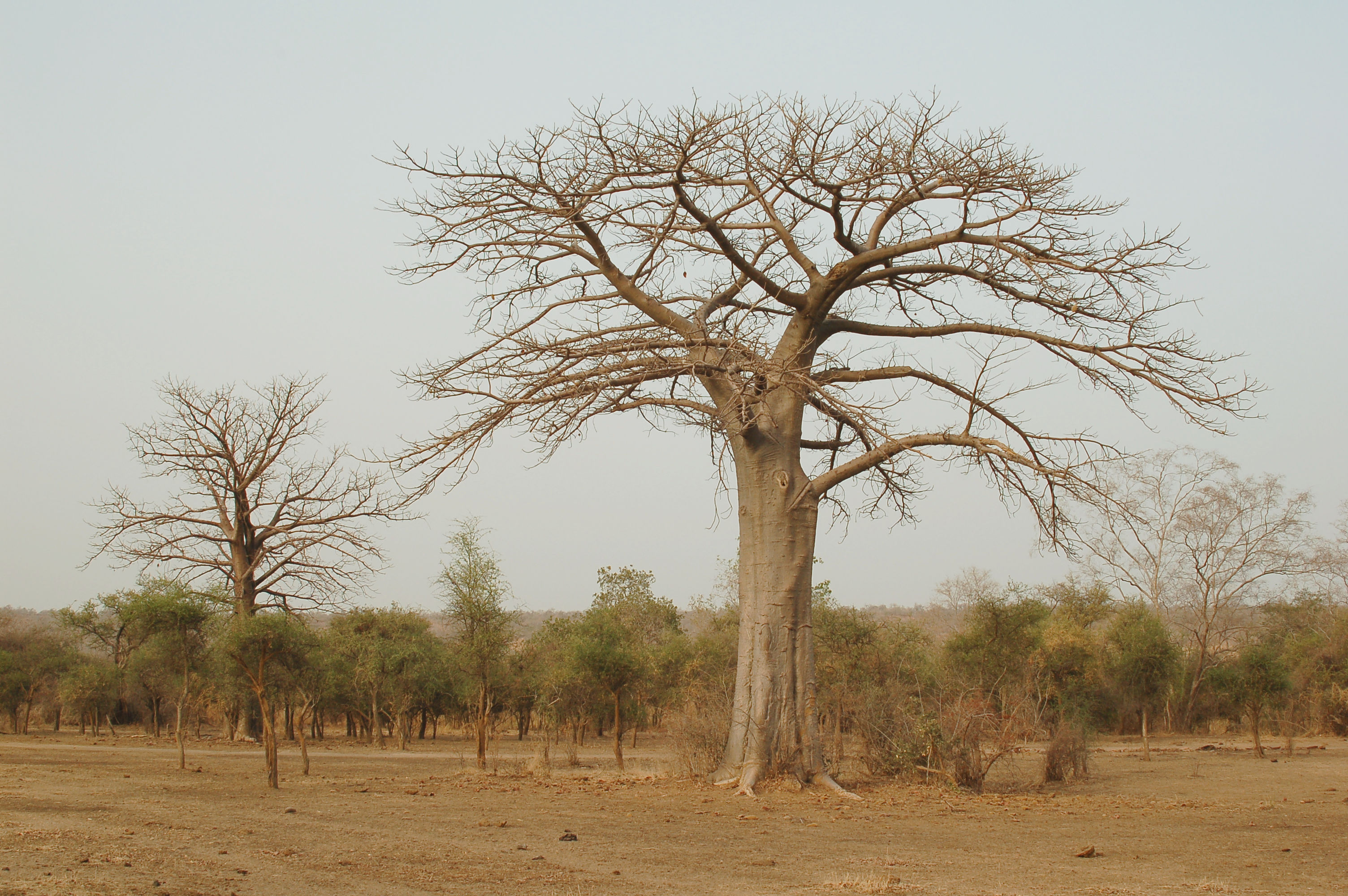
Baobabs en el Parque nacional W de Níger

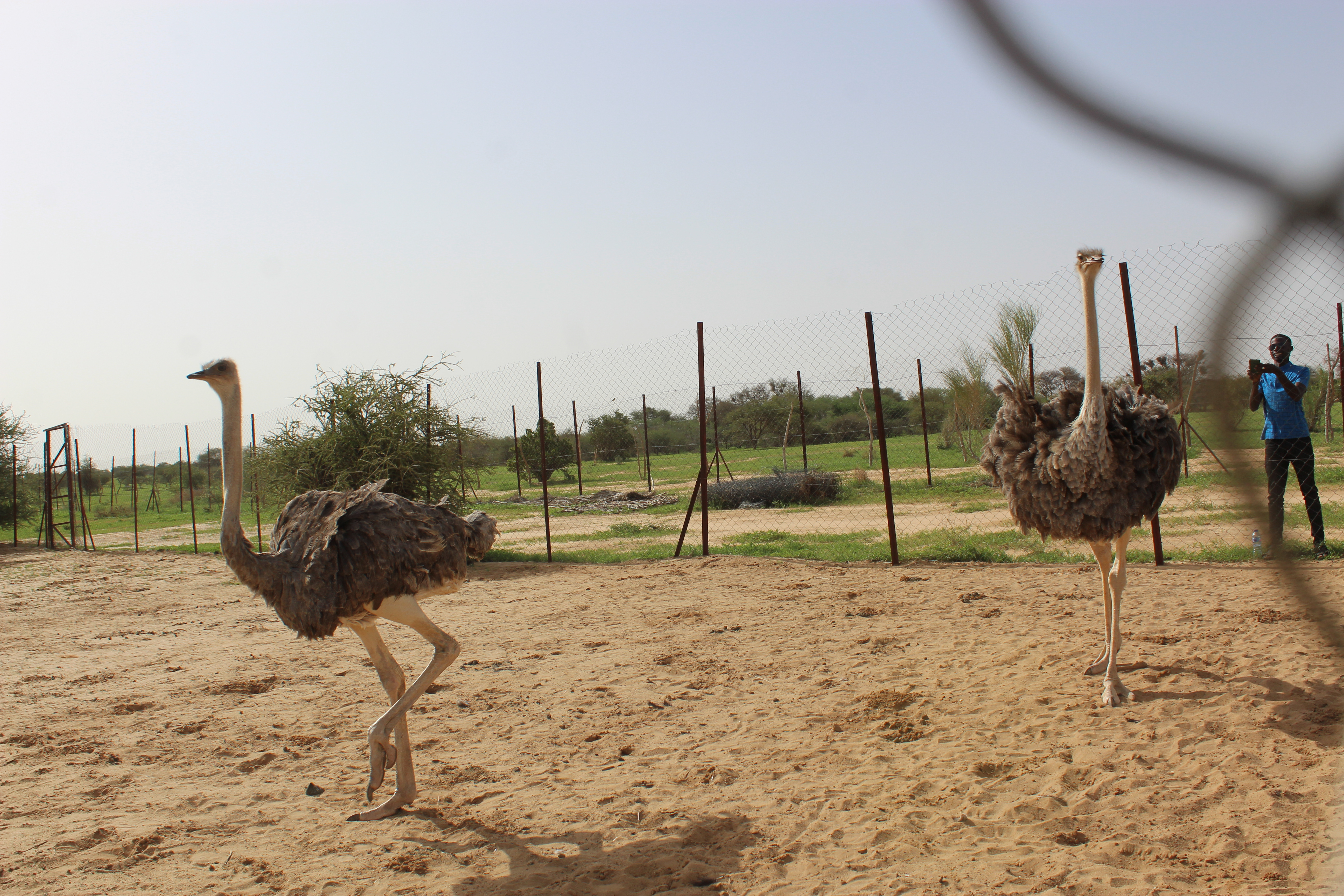
Avestruces reintroducidas en Gadabédji

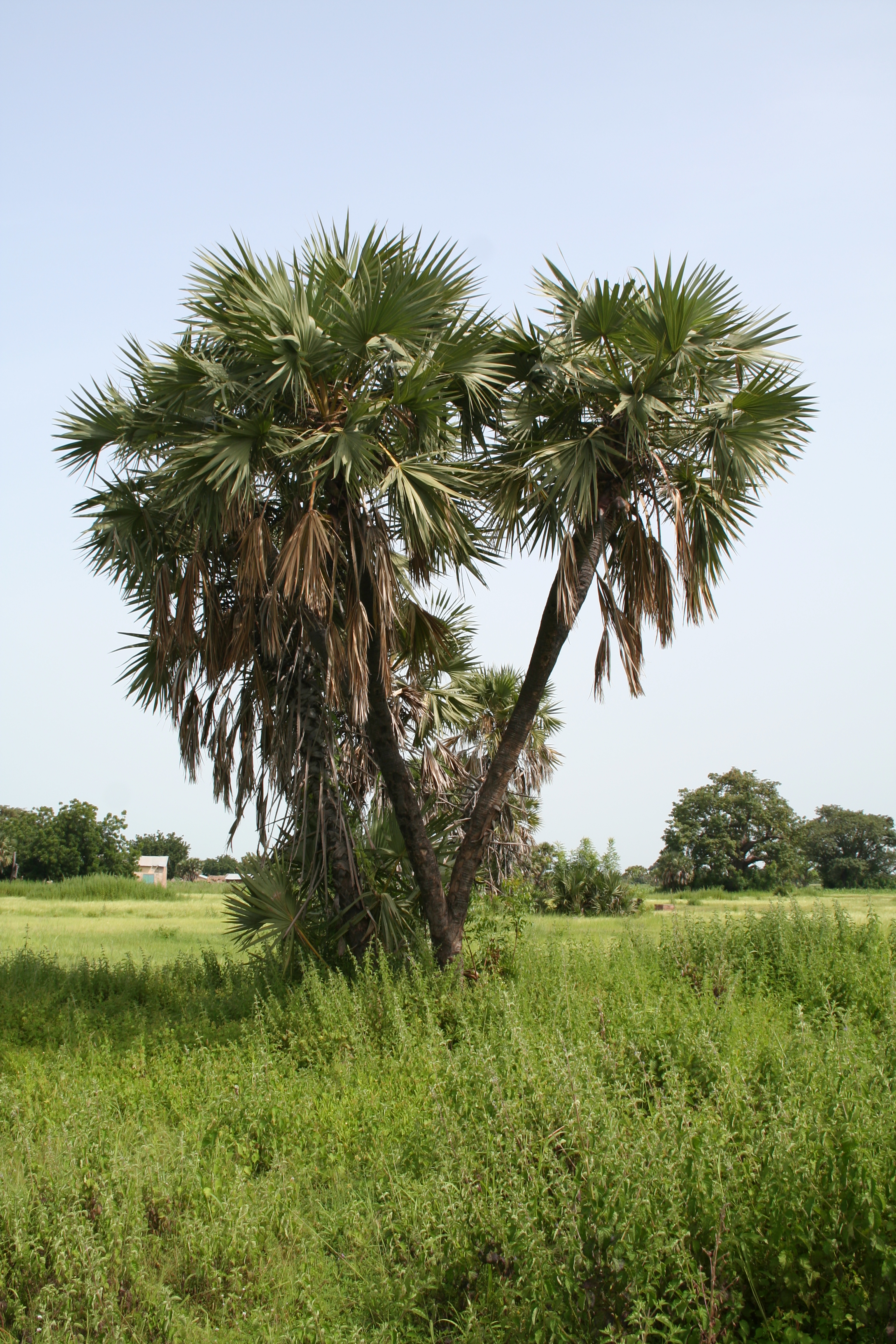
Palmera dum, corriente en las zonas no inundables de las riberas del Níger

Según la IUCN, en Níger hay 27 áreas protegidas que cubren 215.530 km², el 18,23 % del  territorio (1.182.311 km²). Hay 1 parque nacional, 2 reservas de caza, 3 reservas naturales, 1 reserva parcial de fauna, 1 parque regional y 2 reservas naturales estrictas. Además hay 3 reservas de la biosfera catalogadas por la Unesco, 2 sitios patrimonio de la humanidad y 12 sitios Ramsar.

## Parques nacionales
- Parque nacional W de Níger, 2.200 km². Forma parte del Complejo W-Arly Pendjari, también llamado Reserva Transfronteriza de la biosfera de W-Arly-Pendjari, un conjunto de áreas protegidas en el cinturón de sabana de África Occidental que forman un mosaico continuo de nueve áreas protegidas, el Complejo W o Región W, al nordeste, compartido por Níger, Benín y Burkina Faso, el Parque nacional de Pendjari y la Reserva Integral de Fauna de Arli, al sudoeste, además de las zonas de caza de Koakrana y Kourtiagou, en Burkina Faso, y Konkombri y Mékrou, en Benín.[3] En conjunto, la parte central del complejo cubre unos 17.150 km², una sucesión de ecosistemas sudano-sahelianos en buen estado. La adición de hasta 16 reservas parciales y zonas de caza ampliaría el complejo hasta 32.250 km².[4]

## Reservas de fauna
- Reserva total de fauna de Tadres, 7,88 km², 79 ha, sudoeste de Agadez, valle de Tadrès, al sur de las montañas de Air, originalmente dedicada a la protección de los oryx. Ruta de transhumancia para al ganado y los camellos, las dorcas salvajes y las gacelas. La frontera natural por el norte de esta reserva está formada por el escarpe de Tiguidit, un acantilado de 200 km de longitud, de este a oeste, donde se han encontrado pinturas rupestres e importantes restos fósiles de dinosaurios, que los habitantes de la localidad de Marandet protegen y explotan para el turismo con la denominación de cementerio de dinosaurios.[5]

- Reserva de caza de Tamou, 756 km² desde 1976, límite noroeste del Parque nacional W de Níger, reducida desde los 1.426 km² iniciales por la sequía y la presión de la población. Ejerce de tampón del parque nacional.[6]

- Reserva total de fauna de Gadabedji, 760 km², desde 1955, convertida en 2017 en reserva de la biosfera de la Unesco (más abajo), se halla al norte del departamento de Dakoro, a las puertas del Sahara, en el centro-sur de Níger, al sur de las montañas de Air, en la región de Maradi. Creada para proteger a los antílopes, principalmente el órix blanco y la gacela dama, cuyas poblaciones han disminuido. El área era un ruta de migración entre el desierto del Teneré al Adrar, en el sur del país. Sigue siendo ruta de migración de camellos y animales domésticos. El clima es saheliano, con una estación seca de octubre a mayo y una húmeda de junio a septiembre, influenciado por la llegada del monzón de verano desde el golfo de Guinea. Las zonas húmedas son temporales. Hay bosques de galería en los cauces formados por datilero del desierto, marula, bedelio de África y acacias. Hay algunos bosquetes de Euphorbia balsamifera (tabaiba dulce), que sirven de refugio, a pesar de su escasa altura, a gacelas, monos y chacales. En la parte central, la estepa arbustiva está compuesta por Boscia senegalensis, Caparis corymbosa, Commiphora africana, Acacia raddiana, Balanites aegyptiaca, Ziziphus mucronata, Acacia eremhbergiana, etc. En las zonas limítrofes, sahelianas, se encuentran Panicum turgidum, Aristida mutabilis, Leptadenia pyrotechnica, Zornia glochidiata, Aristida sp, Choenepheldia gracilis, Cenchus biflorus, etc.[7]

## Reserva parcial de fauna
- Reserva parcial de fauna de Dosso, 3.065 km², contigua al Parque nacional W de Níger y situada en la orilla izquierda del río Níger. Búfalos, antílopes y gacelas sometidos a intensa caza ilegal.[8] También jirafa nigeriana.

## Reservas naturales

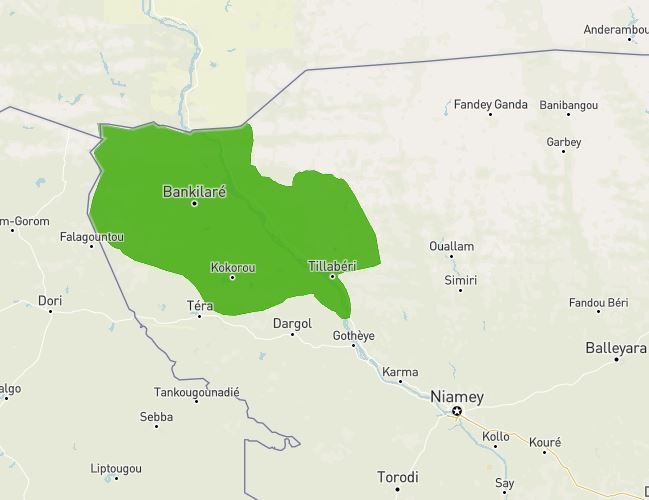
Perímetro de la Reserva natural nacional de Kandadji

- Reservas naturales del Air y el Teneré, 77.360 km², patrimonio de la Humanidad desde 1991.

- Reserva natural y cultural de Termit-Tintoumma, 97.000 km², creada en 2012.[9] Es la mayor reserva de África, en el sudeste de Níger. Destaca la presencia del adax o antílope blanco.

- Reserva natural nacional de Kandadji, 12.070 km2, en la región de Tillabéri, desde 2017, a 187 km al norte de Niamey, alberga el santuario de hipopótamos de Níger. Está formada por un mosaico de vegetación variada, con zonas de sabana inundables, lagunas en el lecho del río, tierra firme, islas y galerías forestales, con una vegetación semiacuática en las orillas del Níger y estepas arbustivas que permiten prosperar a la fauna. Además de hipopótamos, hay cocodrilo africano occidental o del desierto, nutria moteada, nutria del Cabo, manatí africano y grulla coronada cuellinegra, entre otros. El proyecto de construcción del embalse de Kandadji, cuya terminación está prevista para 2030-2031, tendrá un impacto significativo no solo en la biodiversidad, sino también en las poblaciones de esta zona.[10]

## Reservas naturales estrictas

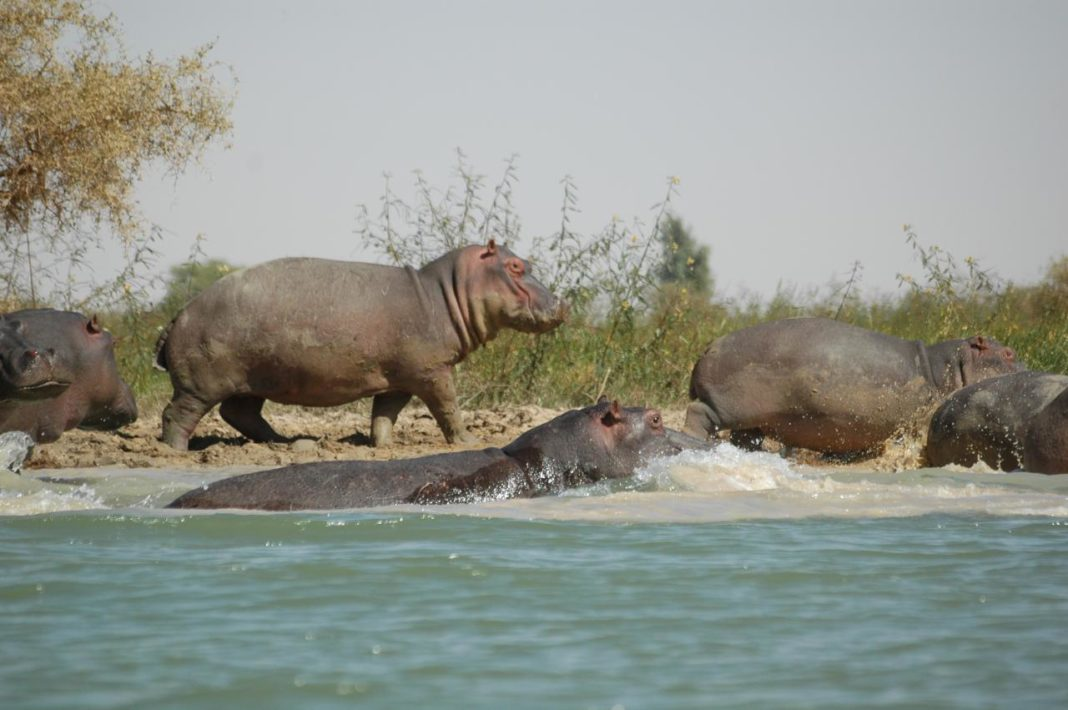
Santuario de los hipopótamos de Níger

- Santuario Addax del Aír y el Teneré, 12.800 km², reserva integral que forma parte de las Reservas naturales del Air y el Teneré. Creada en 1988 para proteger el antílope blanco  addax en el centro de la Reserva natural del Aïr y Teneré, de 77.360 km2.[11] A principios de la década de 1990, la reintroducción del addax fracasó por la rebelión tuareg de 1990-1996 y se vuelve a detener con la rebelión tuareg de 2007-2009.

- Santuario de hipopótamos de Níger o reserva natural integral, de 10 km2. Es una fracción, el 0,83 %, de la Reserva natural nacional de Kandadji (RNNK), destinada a la conservación de los hipopótamos.[12] El santuario se crea a raíz de la matanza de una treintena de hipos a lo largo de cinco meses, acusados de dañar los cultivos, en 2017. La reserva se crea en la llanura inundable del Níger en un lugar donde crece con abundancia el burgú o hierba del hipopótamo (Echinochloa stagnina), una planta cultivada por los fulani que se da bien en el río Níger.[13] También está relacionada con la construcción de la presa y embalse de Kandadji y la consiguiente pérdida de biodiversidad, que ha llevado a la creación de un programa de regeneración de ecosistemas aguas arriba del embalse, donde se unen los ríos Goruol (Gorouol) y Níger, con el fin de proteger la fauna salvaje y apaciguar los ánimos de los habitantes de la zona.[14]

## Reservas de la biosfera de la Unesco

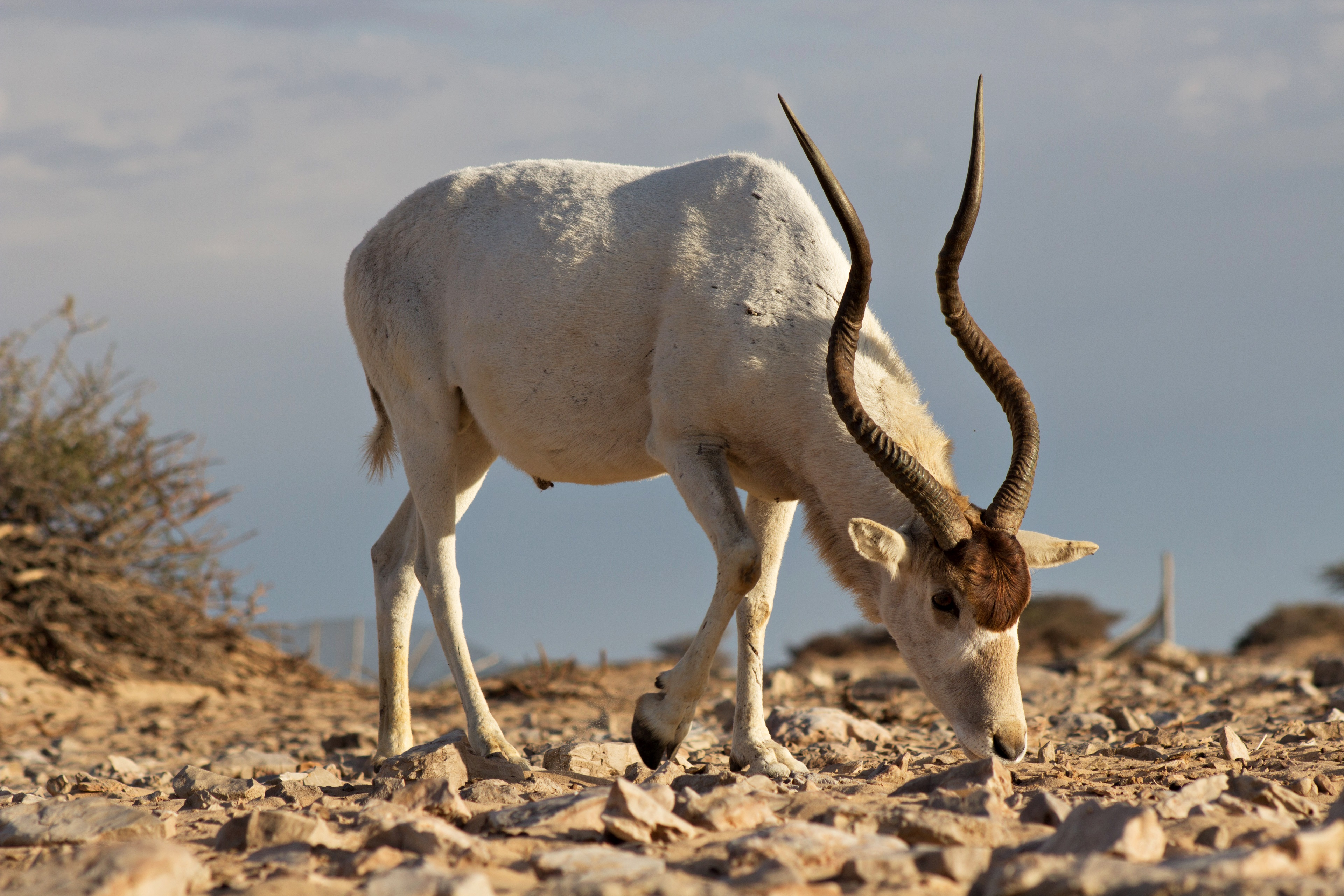
Addax

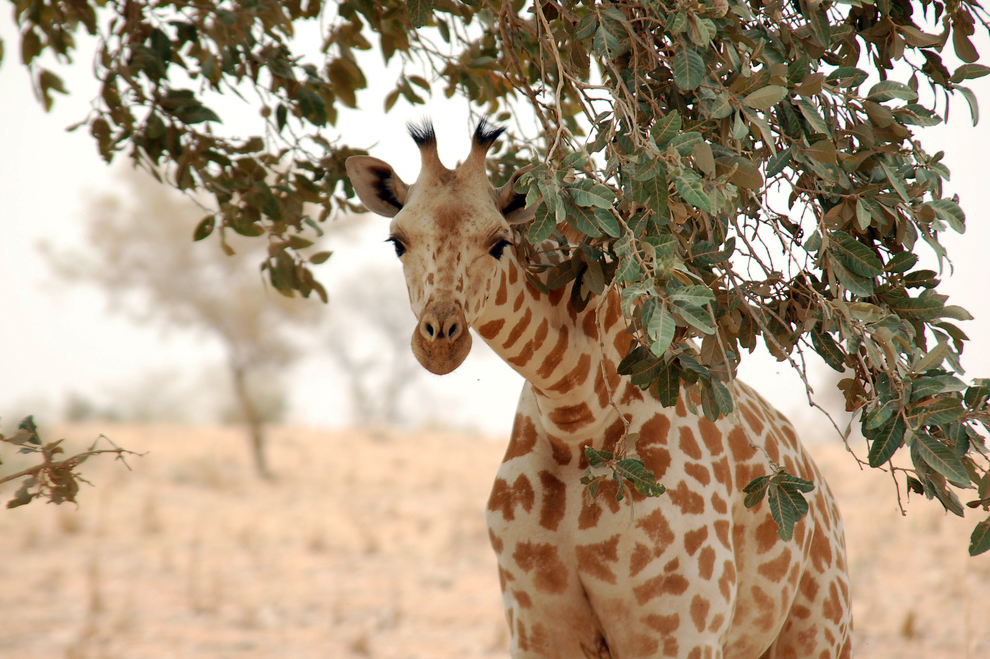
Jirafa nigeriana bajo una acacia cerca de Kuré, en el límite norte de su migración, al sur de la reserva parcial de Dosso en el río Níger, en la estación seca.

- Complejo W-Arli-Pendjari. Es una gran área protegida que se extiende también por Burkina Faso y Benín, con una extensión de 2200 km2 en Níger, que incluye el Parque nacional W de Níger, unido por el norte con la reserva de caza de Tamou (756 km2) y por el este con la reserva parcial de Dosso (3065 km2), además de las reservas de la biosfera de Burkina Faso (2350 km2), que incluye el Parque nacional de Arli (760 km2) y Benín (5632 km2), que incluye el Parque nacional del Pendjari (2755 km2), con un total de 14.004 km2, pero que con la inclusión de hasta 16 reservas parciales y zonas de caza ampliaría el complejo hasta 32.250 km².[15]
  - La Zona Jirafa del Parque W de Níger es una zona clasificada dentro del parque para proteger la jirafa nigeriana, una subespecie en peligro de extinción de jirafa. La Zone Giraphe, como se conoce en el lugar, de unos 840 km2, fue creada en 2006,  en la localidad de Kuré y el Dallol Bosso Norte, un curso de agua casi siempre seco (y sitio Ramsar), que se extiende desde la frontera de Malí hasta el río Níger, donde subsisten uns docenas de jirafas. El paisaje es de dos tipos: una sabana arbustiva en las mesetas dominado por combretáceas, mimosáceas, acacias y un tapiz herbáceo discontinuo, y una sabana arbolada en los malloles (mallol es el nombre en lengua peul para un valle fósil, que conserva evidencias de un antiguo ecosistema enterrado), sobre todo con acacias. También hay gacelas, facoceros y algunos carnívoros pequeños. En la zona del Níger hay varanos, pitones, tortugas y cocodrilos.[16]

- Reservas naturales del Air y el Teneré, 77.360 km²

- Reserva de la biosfera de Garabédji, ya protegida como reserva integral de fauna desde 1955, se convierte en reserva de fauna reconocida por la Unesco en 2006,[17] y en reserva mundial de la biosfera en 2017. Alberga diversas especies de gacelas, chacales, jirafas, monos patas y orix. En 2018, se reintroducen en la reserva jirafas nigerianas, amenazadas por el avance del desierto y de las carreteras.[18] A finales de 2021, se empiezan a reintroducir avestruces de cuello rojo o del Sahara.[19]

## Sitios Ramsar

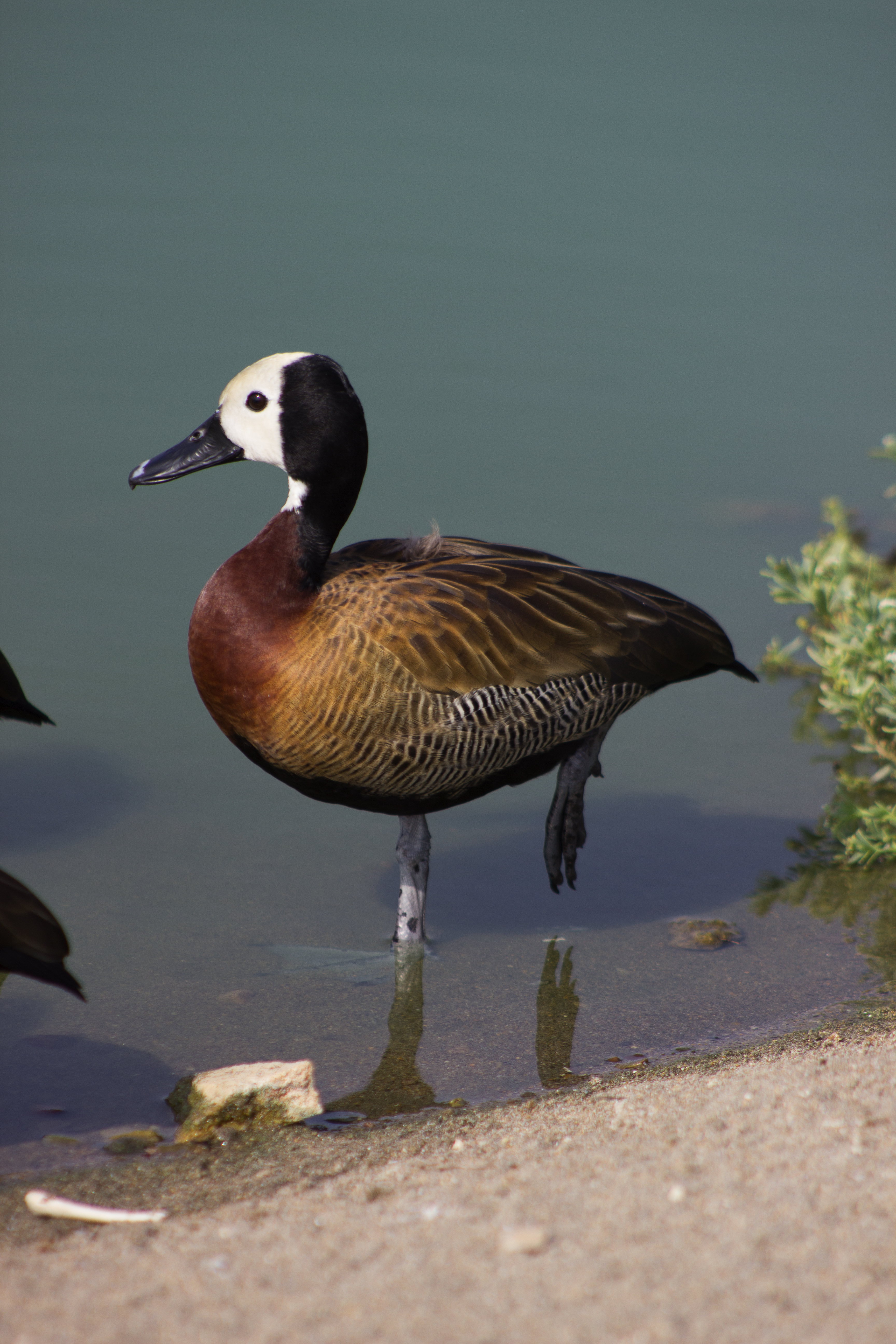
Sirirí cariblanco, común en los humedales de Níger

Níger es una zona de paso de las aves que proceden de África hacia Europa, y se han nominado 12 sitios Ramsar de interés para la conservación de las aves y para los observadores.
- Complejo Kokorou-Namga, 668,29 km², sudoeste, al norte del Parque nacional W de Níger, en el valle de un tributario del río Níger, lagunas, pantanos y zonas inundables separadas por dunas. Rodeado por comunidades agrícolas y pastorales. Cormorán africano, sirirí cariblanco, jacana africana, ganso espolonado, entre otras aves.[20]

- Humedal del Níger medio, 880 km², frontera con Benín, humedal transfronterizo compartido con Benín y Nigeria en la orilla izquierda del río Níger. Zona inundable entre agosto y noviembre. Vegetación dominada por Echinochloa stagnina y Anthephora. En las dunas se han introducido el eucalipto rojo y el anacardo. Las especies de aves más presente son la cerceta carretona y el sirirí cariblanco.[21]

- Humedal del Níger medio II, 658 km², frontera con Benín, al norte de la anterior. Lagunas y zonas inundables, importante por la presencia de Echinochloa stagnina o hippo grass, cultivada por los peuls, como forraje y para hacer una bebida alcohólica,y por Anthephora nigritana, también forrajera y por albergar numerosas aves. Amenazada por el pastoreo. Especies amenazadas: mangosta de cola blanca, zorro pálido y manatí de África Occidental. Inundado entre agosto y noviembre.[22]

- Humedal de Lassouri, 267 km², sur. Humedal semipermanente parte de la cuenca del lago Chad. Alta densidad de árboles con Acacia nilotica, Acacia albida y Mitragyna inermis. Abundante en aves como sirirí cariblanco y pato crestudo, junto con garcetas, patos, garzas, lavanderas y aguiluchos.[23]

- Oasis de Kawar, 3.685 km², en torno al escarpe de Kaouar. Complejo de oasis entre dos desiertos, el erg del Teneré al oeste y el erg de Bilma, al sur y al este. Palmeras datileras y mamíferos como la liebre de El Cabo, el chacal dorado, las gacelas dorca y el arruí. Los oasis forman parte de un inmenso acuífero de las cuencas de Djado y Bilma que permiten una agricultura de subsistencia. Antigua ruta de caravanas entre Argelia, Libia y el lago Chad.[24]

- Dallol Bosso, 3.761 km², oeste, en un largo ramal inactivo del río Níger, de norte a sur, asociado con una larga depresión procedente de Malí. Lagunas permanentes, suelos arenosos con acuíferos cercanos que permiten una agricultura floreciente y la única población viable de jirafas de la región. Numerosas especies de peces. Amenazada por la desertificación. Las lluvias oscilan entre los 780 mm al sur y los 300 mm al norte. El acuífero está relacionado con los grandes acuíferos del África septentrional. Se han introducido eucaliptos, pero las formaciones particulares del lugar comprenden la espina de invierno y la Neocarya.[25]

- Gueltas y oasis del Air, 24.132 km², al noroeste de la Reserva natural del Air y el Teneré, Complejo de corrientes temporales, oasis y humedales en el centro de Níger, con especies como guepardos, arruís y gacelas dorcas, así como el  adax. Agricultura de subsistencia, con burros, ovejas y camellos. Valor arqueológico con arte rupestre de jirafas, elefantes, etc., puntas de flecha, cerámica. Restos de viejas ciudades como Assodé.

- Parque nacional W de Níger, río Níger compartido con el Complejo W de Benín y Burkina Faso.

- Dallol Maouri, 3.190 km², sur, tributario del río Níger en la frontera sudoeste con Nigeria. estanques salinos y corrientes estacionales con las palmeras Borassus aethiopum y dum. Nueve grupos étnicos, extracción de sal, pesca, madera y ganadería.[26]

- Laguna de Dan Doutchi, 254 km², sudoeste, cerca de Nigeria. Laguna permanente rodeada de vegetación, importante para las aves migratorias. La vegetación leñosa de los alrededores está formada por Acacia nilotica, Bauhinia reticulata, Acacia albida y Balanites aegyptiaca. La vegetación introducida por Eucalyptus camaldulensis, Prosopis juliflora y Acacia senegal, Azadirachta indica o nim, entre otras. La mayor abundancia de aves se da en abril y mayo. Entre ellas, ganso espolonado, garcilla bueyera, combatientes y sirirí cariblanco.[27]

- Lago Chad en Níger, 3.404 km². La porción de Níger del lago Chad es muy rica en biodiversidad. Aves migratorias, 120 especies de peces. Amenazada por la desertificación y el pastoreo.[28]

- Laguna de Tabalak, 77 km². Una de las lagunas más grandes de Níger, refugio de aves acuáticas, especialmente patos y zancudas. Importante reserva de ganso del Nilo. Cerca de la población de Tabalak. Población local de tuaregs y hausas.